# 味噌パン

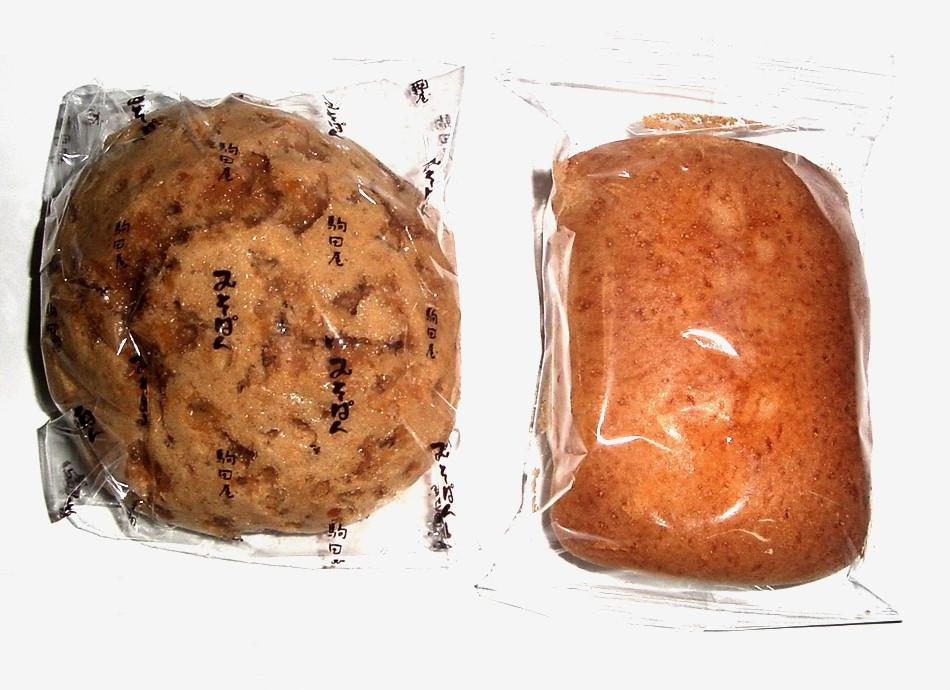
蒸しパンタイプ(左)と菓子パンタイプ(右)の味噌パン

味噌パン（みそパン）とは、材料として味噌を使った日本の菓子パン、または惣菜パンの一種。

## 概要
現在、日本で製造販売されている味噌パンには大きく分けて菓子パンタイプ、蒸しパンタイプ、惣菜パンタイプの3種がある。主原料は小麦粉である。
この他、愛知県では自宅でトーストなどに八丁味噌系の合わせ味噌を塗ってたべる人もおり、これも味噌パンと呼ばれることがある。

### 菓子パンタイプ
甘みが強く、水分が少なめの生地に味噌を練りこんで、風味を付け、焼き上げたタイプ。味噌だけでなく、砂糖、バター、卵も練りこんであり、醤油を加えているものもある。北海道、宮城県仙台市、山形県、長野県安曇野市などにメーカーがあり、近隣地区で販売されている。

### 蒸しパンタイプ
通常の蒸しパンの生地に味噌を練りこんで、風味を付け、蒸し上げたタイプ。味噌は香り付け程度で、砂糖の甘みの方が強いのが普通。福島県福島市などにメーカーがあり、近隣地区で販売されている。

### 惣菜パンタイプ
コッペパンやフランスパン（バゲット）のような甘みがあまりないパンを用い、これにナイフで切り込みを入れ、甘みを加えた味噌を塗ったもの（パンの中に注入したものもある）。食パンを用いるものもある。沼田市のフリアンパン洋菓子店のものが、1972年に最初に売り出され、最も著名である。外に味噌だれを塗る焼きまんじゅうは、食べると口の周りに味噌が付いて食べにくいので、パンの中に塗ったのがきっかけという。現在は群馬県内各地のパン屋が作っており、広く消費されている。

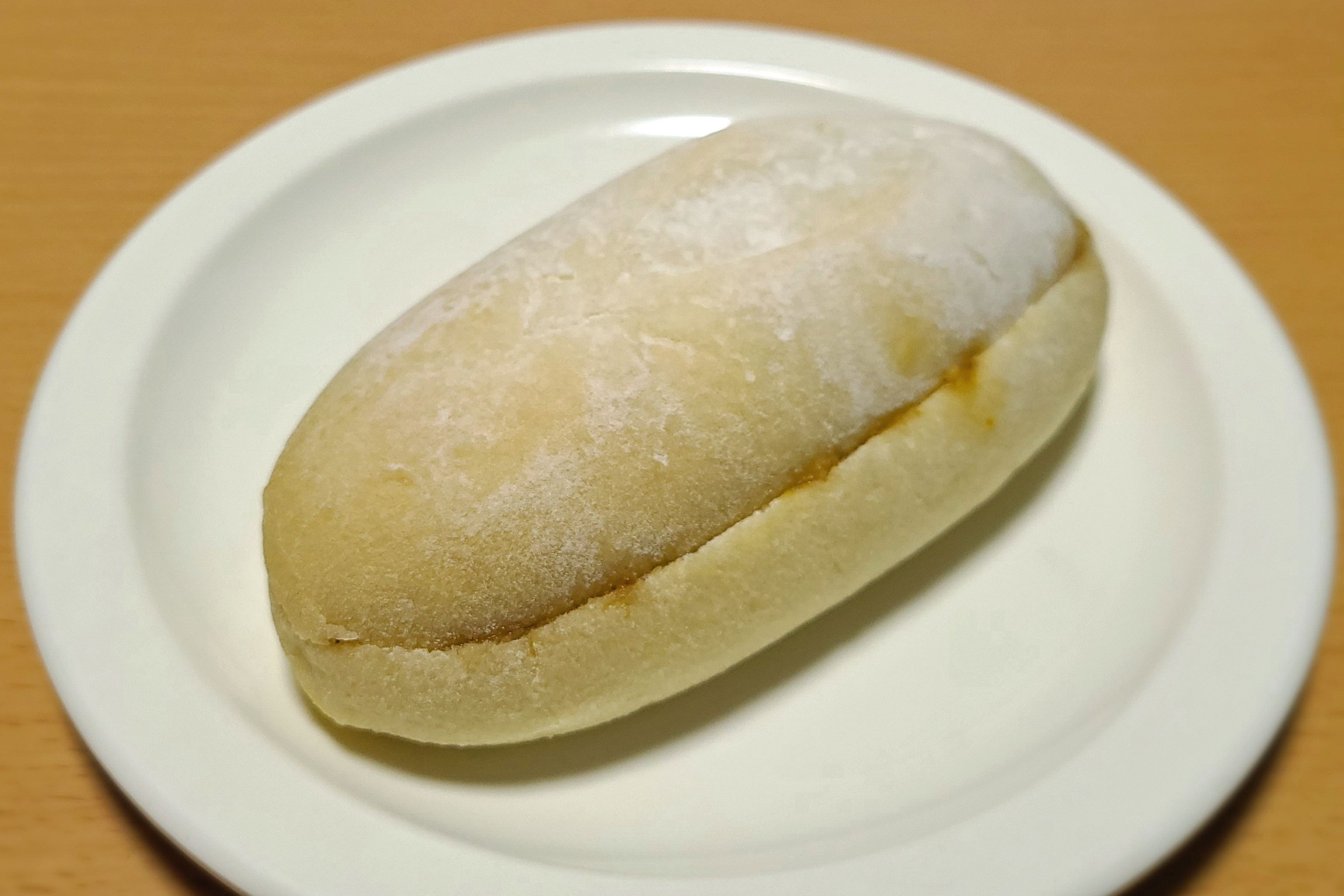
群馬県のスーパーマーケット「フレッセイ」のベーカリーで販売されている味噌パン